# Erencyrtus contrarius
Erencyrtus contrarius is een vliesvleugelig insect uit de familie Encyrtidae. De wetenschappelijke naam is voor het eerst geldig gepubliceerd in 1982 door Prinsloo & Mynhardt.